# سایوز۱۸
سایوز-۱۸ (به روسی: Союз 18)(به معنای اتحاد ۱۸)دومین و آخرین مأموریت سرنشین دار سازمان فضایی شوروی به مقصد سالیوت۴ بود که رکورد ۶۳ روز زندگی در فضا را برای شوروی به ارمغان آورد. همچنین روس ها در این مأموریت به رکورد حضور همزمان ۷ فضانورد در مدار که در طول مأموریت های سایوز۶، سایوز۷ و سایوز ۸ به دست آمده بود دوباره دست یافتند.
فضانوردان سایوز۱۸ فضانوردان پشتیبان مأموریت شکست خورده سایوز۱۸آ بودند که پس از دو روز از پرتاب توانستند به سالیوت۴ متصل شوند. آن ها بلافاصله آزمایش های خود را شروع کرده و کارهای دوستان خود در مأموریت سایوز۱۷ را ادامه دادند. جایگزینی بعضی از قطعات،آزمایش های پزشکی، عکاسی از زمین و کاشت گیاه جزئی از برنامه ریزی آن ها بود. همچنین یک پیاده روی فضایی ۱۰ دقیقه ای هم توسط پیوتر کلیموک صورت گرفت.فضانوردان این مأموریت توانستند با ۵ فضانورد سایوز۱۹ ملاقات های کوتاه و مختصری داشته باشند. آمریکایی ها بعد از سایوز۱۹ تا پرتاب اس تی اس۱ هیچ فعالیتی در زمینه فضایپماهای سرنشین دار نداشتند و شوروی تا سال ۱۹۸۱ و به مدت ۶ سال انحصار پرواز های فضایی سرنشین دار را در اختیار داشت.

## خدمه مأموریت

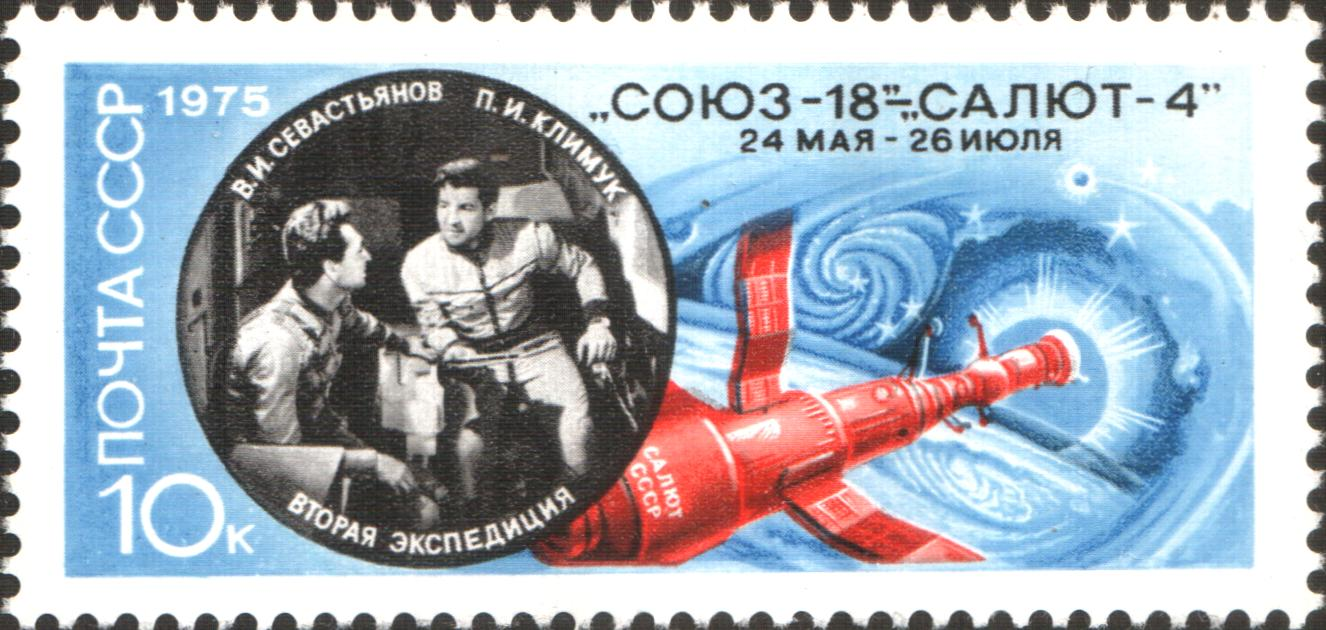
تصاویر فضانوردان سایوز۱۸ روی تمبر

| شماره | نام               | ملیت               | تعداد پرواز | نقش         | تصویر |
| ۱     | پیوتر کلیموک      | اتحاد جماهیر شوروی | ۲           | فرمانده     |       |
| ۲     | ویتالی سواستیانوف | اتحاد جماهیر شوروی | ۲           | مهندس پرواز |       |